# NAG V8
Der NAG V8 ist ein Luxuswagen, den der Berliner Automobilhersteller NAG im Februar 1931 auf der Internationalen Automobil-Ausstellung in Berlin präsentierte. Es handelte sich um den ersten deutschen Serienwagen mit Achtzylinder-V-Motor. 
Der NAG V8 Typ 218 war als Pullman-Limousine, Pullman-Cabriolet oder viertüriges Cabriolet erhältlich. Das zweitürige Sportcabriolet hieß NAG V8 Typ 219.
Von den sehr teuren Fahrzeugen (14.000–22.500 RM) verließen bis 1934 nur 50 Exemplare das Werk in Berlin-Oberschöneweide.

## Beschreibung
Gemäß den Vorstellungen von NAG-Chefkonstrukteur Paul Henze sollten die neuen Modelle eigentlich Frontantrieb erhalten. Dafür wurden die Voran-Patente genutzt, und so entstanden einige Prototypen eines NAG-Voran V8 Typ 212. Dessen Herstellung wäre aber noch teurer gekommen als die der beiden Typen 218/219 mit Hinterradantrieb.
Die 100 PS starken Fahrzeuge hatten einen Achtzylinder-V-Motor mit 4,5 Litern Hubraum, 90° Bankwinkel und OHV-Ventilsteuerung. Wie die Sechszylindermodelle hatten die Fahrzeuge U-Profil-Pressstahl-Rahmen mit zwei Starrachsen, vorne an Halbelliptik-Blattfedern aufgehängt, hinten an Underslung-Halbfedern. Über ein ZF-„Aphon“-Vierganggetriebe mit Mittelschaltung wurden die Hinterräder angetrieben.

## Trivia
Ein NAG Typ 219 von 1932 wurde am 22. Mai 1997 durch Christie’s für 169.600 DM versteigert.

## Technische Daten
| Typ                   | V8 218 (18/100 PS)   | V8 219 (18/100 PS)      |
| Bauzeitraum           | 1931 – 1934          | 1931 - 1934             |
| Aufbauten             | PL4, PC4, Cb4        | Cb2                     |
| Motor                 | 8 Zyl. V 4-Takt      | 8 Zyl. V 4-Takt         |
| Ventile               | obengesteuert (ohv)  | obengesteuert (ohv)     |
| Bohrung × Hub         | 85 mm × 100 mm       | 85 mm × 100 mm          |
| Hubraum               | 4508 cm³             | 4508 cm³                |
| Leistung (PS)         | 100                  | 100                     |
| Leistung (kW)         | 74                   | 74                      |
| bei Drehzahl (1/min)  | 3200                 | 3200                    |
| Verdichtung           | 5,3 : 1              | 5,3 : 1                 |
| Verbrauch             | 24 l / 100 km        | 24 l / 100 km           |
| Getriebe              | 4-Gang               | 4-Gang                  |
| Höchstgeschwindigkeit | 110 km/h             | 120 km/h                |
| Leergewicht           | 2200 - 2300 kg       | 2100 kg                 |
| Zul. Gesamtgewicht    | 2900 - 3000 kg       | 2600 kg                 |
| Elektrik              | 12 Volt              | 12 Volt                 |
| Länge                 | 5050 mm              | 5050 mm                 |
| Breite                | 1800 mm              | 1800 mm                 |
| Höhe                  | 1760 mm              | 1650 mm                 |
| Radstand              | 3480 mm              | 3480 mm                 |
| Spur vorne/hinten     | 1450 mm / 1450 mm    | 1450 mm / 1450 mm       |
| Reifengröße           | 6,50-20 oder 7,00-20 | 6,50-20, später 7,00-18 |

- PL4 = 4-türige Pullman-Limousine
- PC4 = 4-türiges Pullman-Cabriolet
- Cb4 = 4-türiges Cabriolet
- Cb2 = 2-türiges Cabriolet

## Quelle
- Werner Oswald: Deutsche Autos 1920–1945, 10. Auflage, Motorbuch Verlag Stuttgart (1996), ISBN 3-87943-519-7